# Setúbal
Setúbal je město v Portugalsku, které je centrem stejnojmenného distriktu a je součástí lisabonské metropolitní oblasti. Leží 30 km jihovýchodně od Lisabonu při ústí řeky Sado do Atlantiku. Spolu s předměstími má přes sto dvacet tisíc obyvatel a je uváděn jako páté největší město v Potugalsku.

## Historie
Nejstarší stopy osídlení oblasti jsou z paleolitu a neolitu a pocházejí z nich významné archeologické památky. Stabilní sídla zde zakládali Keltové a od jihu připlouvali na lodích Féničané. 
V 1. století př. n. l. Římané založili na místě dnešního Setúbalu osadu Cetóbriga. 
V roce 711 dobyli oblast Mauři a území dlouho zůstalo zpustlé. První písemná zmínka o dnešním městě je z roku 1249. Po reconquistě se Setúbal stal náboženským a správním centrem oblasti. Kromě kostela sv. Juliána byly v oblasti založeny tři kláštery: Palmela Řádu svatojakubských rytířů, jeronymitů a opevněný klášter klarisek Mosterio de Jesús v manuelském stylu.
Od poloviny 16. století do první poloviny 17. století město ze tří pevností čelilo opakovaným útokům armád španělských králů, až do roku 1640, kdy na portugalský trůn nastoupil král Jan IV. Portugalský.
Po příchodu jezuitů byl svatým patronem města prohlášen František Xaverský, jehož svátek se slaví dosud.
V roce 1755 město postihlo silné zemětřesení s vlnami tsunami, jež poškodilo zejména věže kostelů.
15. září 1860 byl Setúbal povýšen na město, výročí této události je dodnes nejdůležitějším městským svátkem. Od roku 1975 je město také sídlem římskokatolické diecéze.

## Ekonomika
Tradičním zdrojem obživy obyvatel této oblasti je lov a zpracování ryb, vinařství a těžba mořské soli. V moderní době přibyly loděnice, cementárna a výroba umělých hnojiv a postřiků. Také se zde montují automobily (Volkswagen Sharan, T-roc a Seat Alhambra. Stále rostoucí podíl mají hotely s písečnými plážemi a turistika s návštěvami uměleckých a přírodních památek. 

## Památky

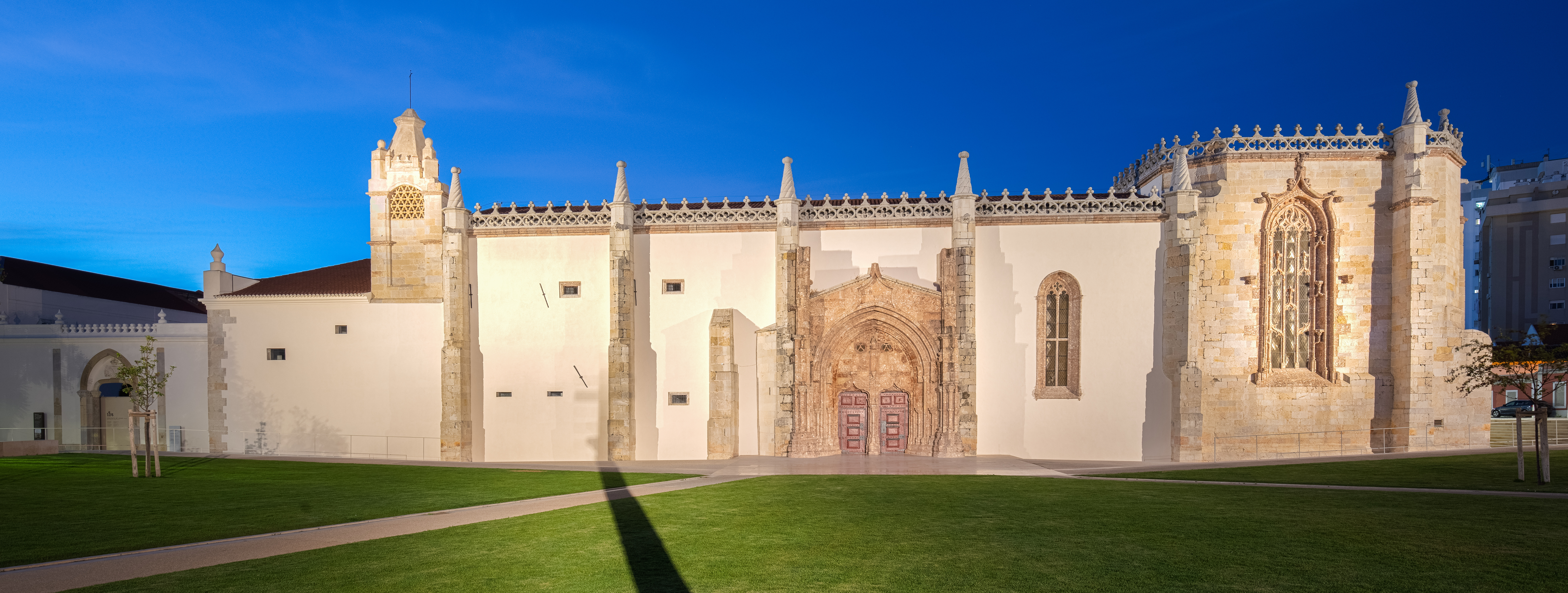
Klášter klarisek Ježíše a Zvěstování Panny Marie

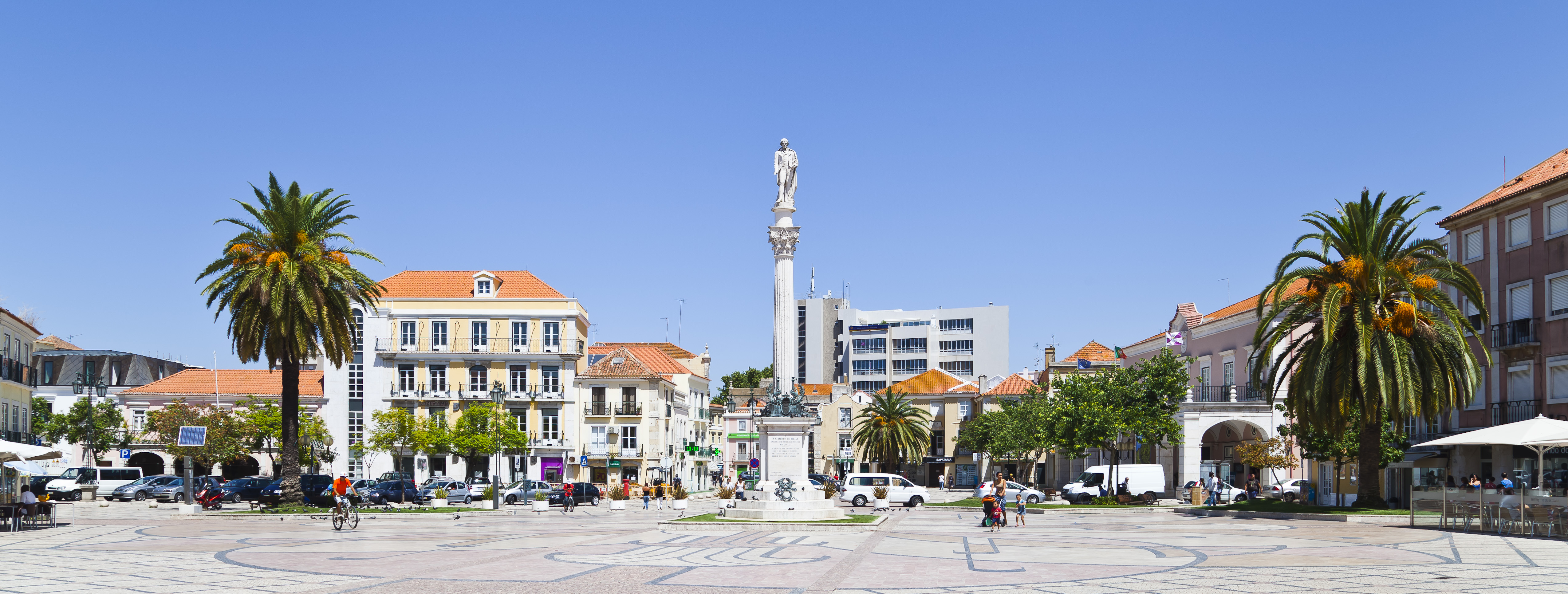
Radniční náměstí s pomníkem básníka Barbosy du Bocage

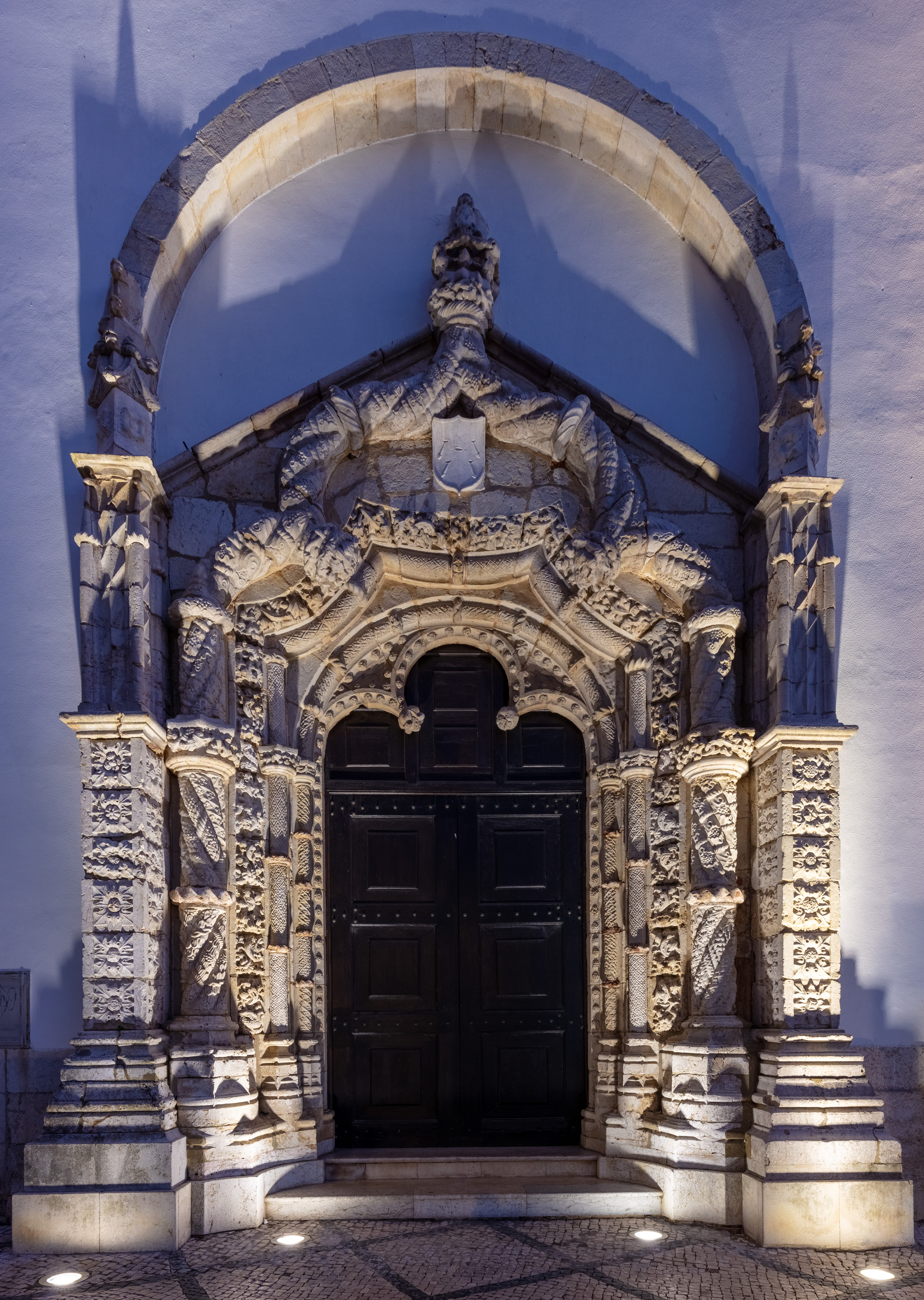
portál kostela sv. Juliána v manuelském stylu

- Forte de São Filipe (pevnost svatého Filipa),  renesanční stavba z roku 1582
- Forte de Santiago do Outão (pevnost svatého Jakuba z Outão)
- Forte de Albarquel (pevnost Albarquel)
- Mosterío de Jesús (Bývalý kláster klarisek) - pozdně gotický stavební komplex z konce 15. století v manuelském stylu, nyní církevní muzeum
- Igreja de São Julião (kostel sv. Juliána) - pozdně gotický chrám přestavěný v barokním stylu
- Igreja Paroquial de São Sebastião (farní kostel sv. Šebestiána), barokní bazilika jezuitů ze 17. století
- Pomník básníka Manuela Barbosy du Bocage na dórském sloupu, před radnicí
- přírodní rezervace Reserva Natural do Estuário do Sado
- několik významných paleontologických lokalit s dobře zachovanými fosilními otisky stop druhohorních dinosaurů je v okolí města.[3]

## Sport
Působí zde prvoligový fotbalový klub Vitória FC, vítěz Taça de Portugal v letech 1965, 1967 a 2005.

## Slavní rodáci
- Diogo Fernandes Pereira - mořeplavec, objevitel ostrova Sokotra
- Manuel Maria Barbosa du Bocage (1765-1805)- portugalský básník, představitel preromantismu a neoklasicismu
- José Mourinho - fotbalový trenér